# Giorgi Gigaschwili
Giorgi Gigaschwili (geboren 2000 in Tbilisi) ist ein georgischer Pianist.

## Leben
Gigaschwili studierte am Konservatorium in Tiflis bei Rewas Tawadse. Seit 2021 setzt er seine Studien an der Musikhochschule Genf bei Nelson Goerner fort.
Gigaschwili erhielt zahlreiche Auszeichnungen. Dazu zählen der 1. Preis beim internationalen Wettbewerb „Lloret de Mar Fiestalonia Milenio“ in Spanien 2013, der 1. Preis beim 4. Chopin-Wettbewerb für junge Pianisten in Tiflis 2015, der 1. Preis beim internationalen Chopin-Klavierwettbewerb in Estland (2016) sowie der 2. Preis beim 6. internationalen Klavierwettbewerb Tiflis 2017. 2019 gewann er den 1. Preis sowie den Nelson-Freire-Sonderpreis beim 3. internationalen Klavierwettbewerb der Stadt Vigo unter dem Vorsitz von Martha Argerich. Ebenfalls 2019 gewann er den 3. Preis sowie den Publikumspreis beim Internationalen Klavierwettbewerb Ferruccio Busoni in Bozen. Die Geza-Anda-Stiftung verlieh ihm beim 15. Concours Géza Anda 2021 in Zürich den Hortense Anda Bühre Förderpreis für einen der jüngsten Teilnehmer. Ebenfalls 2021 gewann er den 1. Preis und den Publikumspreis beim 19. Kissinger Klavierolymp. Im Jahr 2023 gewann Gigaschwili den zweiten Preis beim Arthur-Rubinstein-Klavierwettbewerb in Tel Aviv.

## Diskografie
- 2022 erschien die CD Secret Love Letters (Deutsche Grammophon). Darauf spielt Gigaschwili zusammen mit Lisa Batiashvili die Sonate für Violine und Klavier von César Franck.[7]
- 2023 folgte die CD Meeting my Shadow (Alpha) mit Klavierwerken von Ludwig van Beethoven, Domenico Scarlatti, Alexander Skriabin, Olivier Messiaen und Johannes Brahms.[8]

## Auszeichnungen (Auswahl)
- 2024: Musikpreis der deutschen Wirtschaft[1]